# George Edward Lynch
George Edward Lynch (* 4. März 1917 in Bronx; † 25. Mai 2003) war römisch-katholischer Weihbischof in Raleigh.

## Leben
George Edward Lynch empfing am 29. Mai 1943 die Priesterweihe. Paul VI. ernannte ihn am 20. Oktober 1969 zum Weihbischof in Raleigh und Titularbischof von Satafi.
Der Bischof von Raleigh, Vincent Stanislaus Waters, weihte ihn am 6. Januar des nächsten Jahres zum Bischof; Mitkonsekratoren waren Charles Borromeo McLaughlin, Bischof von Saint Petersburg, und Joseph Lennox Federal, Bischof von Salt Lake City.
Am 16. April 1985 nahm Papst Johannes Paul II. seinen altersbedingten Rücktritt an.